# Cuchilla de San Salvador
Die Cuchilla de San Salvador ist eine Hügelkette in Uruguay.
Die Hügelkette befindet sich auf dem Gebiet der Departamentos Soriano und Colonia. Teilweise wird die Hügelkette auch als Cuchilla Grande Inferior oder Cuchilla Meridional bezeichnet. Sie erstreckt sich von der Quellregion des Río San Salvador bis zu dessen Mündung in den Río Uruguay und sorgt durch die von seiner Nordflanke abgehenden linksseitigen Zuflüsse für dessen Wasserzufuhr. Südlich zweigt ein kleiner, Cuchilla del Sauce genannter Hügelstrang ab. Dieser bildet die Grenze zwischen den beiden genannten Departamentos.